# Trucy-sur-Yonne
Trucy-sur-Yonne es una localidad y comuna francesa situada en la región de Borgoña, departamento de Yonne, en el distrito de Auxerre y cantón de Coulanges-sur-Yonne.

## Demografía
| 317 | 369 | 341 | 366 | 417 | 407 | 403 | 406 | 401 | 401 | 397 | 433 | 406 | 364 | 355 | 312 | 287 | 285 | 245 | 215 | 170 | 213 | 184 | 150 | 149 | 143 | 130 | 175 | 153 | 143 | 134 | 112 | 144 |
| Para los censos de 1962 a 1999 la población legal corresponde a la población sin duplicidades (Fuente: INSEE [Consultar]) |     |     |     |     |     |     |     |     |     |     |     |     |     |     |     |     |     |     |     |     |     |     |     |     |     |     |     |     |     |     |     |     |